# محمدحسین خان مکری
محمدحسین خان مکری (۱۲۵۹ بوکان - ۱۲۹۳ مراغه) فرزند سیف‌الدین خان مکری از شخصیت‌های سیاسی در دورهٔ مظفرالدین شاه و احمدشاه قاجار بود. او فرمانداری مناطق ساوجبلاغ، سردشت و بوکان را به عهده داشت. او نواده عزیزخان مکری و سومین سردار بوکان به‌شمار می‌رود. پاشاخان مکری از خویشاوندان محمدحسین‌خان مکری بود.
محمدحسین خان مکری در سال ۱۲۵۹ شمسی در بوکان متولد شد و پس از پدرش به لقب سرداری و فرمانداری ساوجبلاغ رسید. او در تأسیس مدرسه علوم دینی بزرگ بوکان و انتقال عالم نامدار مکریان «ملامحمدحسن وجدی قزلجی» از ترجان به بوکان و تأمین تمامی هزینه‌های مدرسه و مستمری طلاب نیز نقش داشته‌است.
قصبه‌های سقز و بانه در استان کردستان، مدتی زیر نظر ادارهٔ محمدحسین‌خان و آذربایجان بود. در سال ۱۲۹۳ به اتهام همکاری با امپراتوری روسیه در جنگ جهانی اول همراه شیخ باباسعید برزنجیتوسط مأمورین دولت عثمانی دستگیر و در شهر مراغه آذربایجان شرقی اعدام شد.

## جنگ جهانی اول
قبل از وقوع جنگ جهانی اول (۱۲۹۳)، محمدحسین مکری به‌همراه چند نفر دیگر از کُردهای منطقه، به اتهام همکاری با امپراتوری روسیه و نپذیرفتن جهاد عثمانی‌ها، توسط مأمورین دولت عثمانی دستگیر شد. محمدخان بانه از خان‌های معروف بانه، سیف‌الدین خان اردلان حاکم سقز، شیخ باباسعید برزنجی از شیوخ منطقه و شاعر و خوشنویس و فاضل کُرد از افرادی بودند که توسط سپاه عثمانی اعدام شدند. محمدخان در شهر بانه اعدام شد و به‌محض رسیدن به سقز سیف‌الدین خان اردلان دستگیر شد.

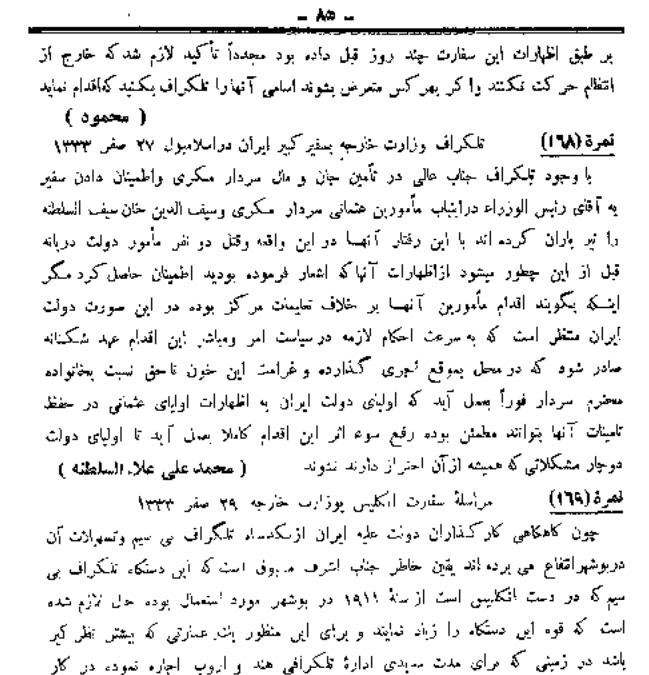
تلگراف وزارت خارجه به سفیر ایران در استانبول در رابطه با اعدام سردار مکری سال ۱۲۹۳

تعداد ۱۲ سرباز و مأمور دولت عثمانی محمدحسین‌خان را همراه میرزا محمود افخم و پیکارش با دست و کتف بسته، درحالی‌که سوار بر شتر لخت و بدون جهاز بودند، به طرف شهر مراغه که مقر فرماندهی سپاه عثمانی‌ها بود بردند. باباسعید برزنجی در روستای کهریزه در چند کیلومتری بوکان به قتل رسید و جسد او را به زادگاهش روستای غوث آباد منتقل کردند و در همان‌جا دفن شد. بازیل نیکیتین که مدتی به‌عنوان کنسول در ایران خدمت می‌کرد در کتاب ایرانی که من شناخته‌ام (صفحهٔ ۲۳۲ و ۲۳۳) اعدام شیخ باباسعید را به این صورت بیان کرده‌است:
مسئلهٔ جهاد به‌وسیلهٔ شیوخ و عوامل آن‌ها خیلی زود در کردستان انتشار یافت که تنها یکی از شیوخ به‌نام «شیخ بابا» که در حوالی ساوجبلاغ مکری، زندگی با زهد و تقوایی داشت و در نظر کُردها محترم بود، با این اعلام جهاد از سوی عثمانی‌ها مخالفت می‌کرد و ترک‌ها او را در زمستان ۱۶ سال ۱۹۱۵ به‌واسطهٔ عقاید خلاف جهاد و رفتارش نسبت به مسیحیان به‌دار آویختند.
محمدحسین خان دارای مقام عالی و جایگاه دولتی بود و تصور نمی‌کرد که مأمورین عثمانی بدون توجه به قوانین موجود آن زمان یک شخصیت دولتی را خودسرانه دستگیر و به اعدام محکوم کنند. از طرفی دیگر صمد شجاع‌الدوله والی وقت آذربایجان به طرفداری از روس‌ها می‌پرداخت و در اطراف میاندوآب او و قشونش هم‌زمان با دستگیری محمدحسین خان و همراهانش در نبرد با سپاه عثمانی شکست فاحشی خوردند و ناچار به سوی تبریز فرار کردند. محمدحسین خان و میرزامحمود افخم در مراغه زندانی شدند و سرانجام در سال ۱۲۹۳ هجری شمسی به دستور «ارکان» یکی از فرماندهان حکومت عثمانی، او و سیف‌الدین خان سقز در مقابل صدها سرباز عثمانی در میدان عمومی شهر مراغه تیرباران شدند.
میرزامحمود افخم منشی به وساطت حاجی باپیرآقا آزاد شد و به وسیلهٔ او و معتمدین شهر مراغه با تشریفات لازم و احترام اجساد «محمدحسین خان» و «سیف‌الدین خان اردلان» را به بوکان آورده و جنازه سیف‌الدین اردلان را به شهر سقز منتقل کردند و سپس پیکر محمدحسین خان مکری در آرامگاه بوکان دفن شد.

## خانواده
محمدحسین خان دارای سه زن که از آنها تنها صاحب یک پسر بنام «علی خان» و دو دختر بنام «کبری» و «عشرت» بود. علی خان در زمان اعدام پدرش در شهر تفلیس گُرجستان بسر می‌برد و مدتی نیز در روسیه در دانشکده علوم نظامی مشغول به‌تحصیل بود که با اطلاع از خبر مرگ پدرش به ایران بازگشت.

## اقدامات
- تأسیس مدرسه علوم دینی در بوکان و ترجان
- مقابله با تجاوز عثمانی‌ها به مرزهای ایران (در آغاز جنگ جهانی اول)
- تکمیل کارهای ساختمانی مسجد جامع بوکان و قلعه سردار بوکان
- ساخت آرامگاه و قبرستان (پارک ملت کنونی بوکان)
- ادارهٔ شهرهای سقز و بانه زیر نظر قصبهٔ بوکان توسط محمدحسین خان
- کنترل عشایر و جلوگیری از غارت آبادی‌های منطقه توسط یکدیگر

## نگارخانه

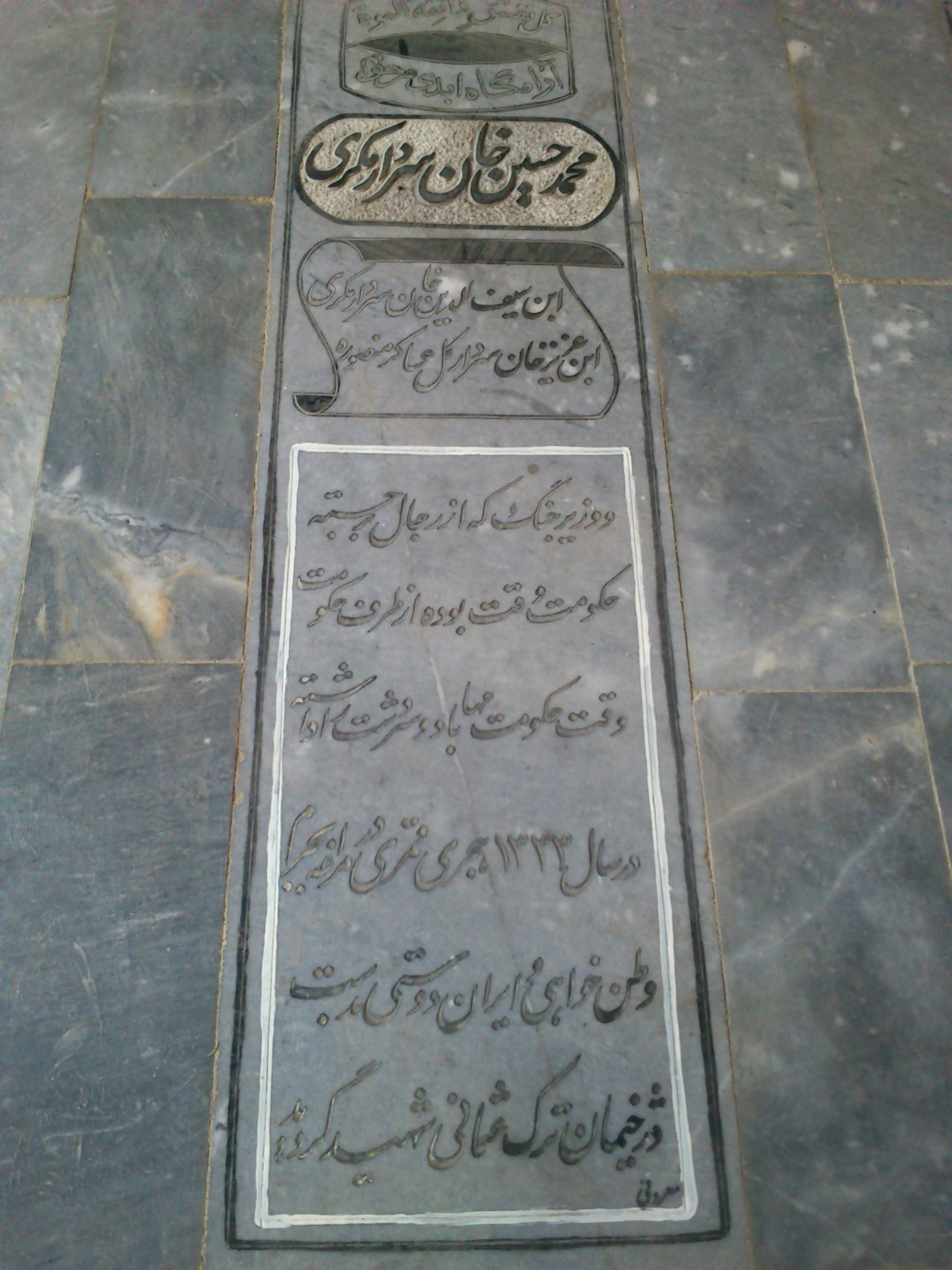
مقبره محمدحسین خان واقع در آرامگاه سرداران بوکان در پارک ملت شهر بوکان، ۱۳۹۴ شمسی

## یادداشت
1. ↑  تاریخ و زمان: روز سه‌شنبه سه ساعت به غروب مانده بیست و سوم سال ۱۳۳۳ هجری قمری (۱۲۹۳ شمسی). تاریخ فرهنگ و ادب مکریان بوکان صفحهٔ ۲۱۴